# 寺畑 (つくばみらい市)

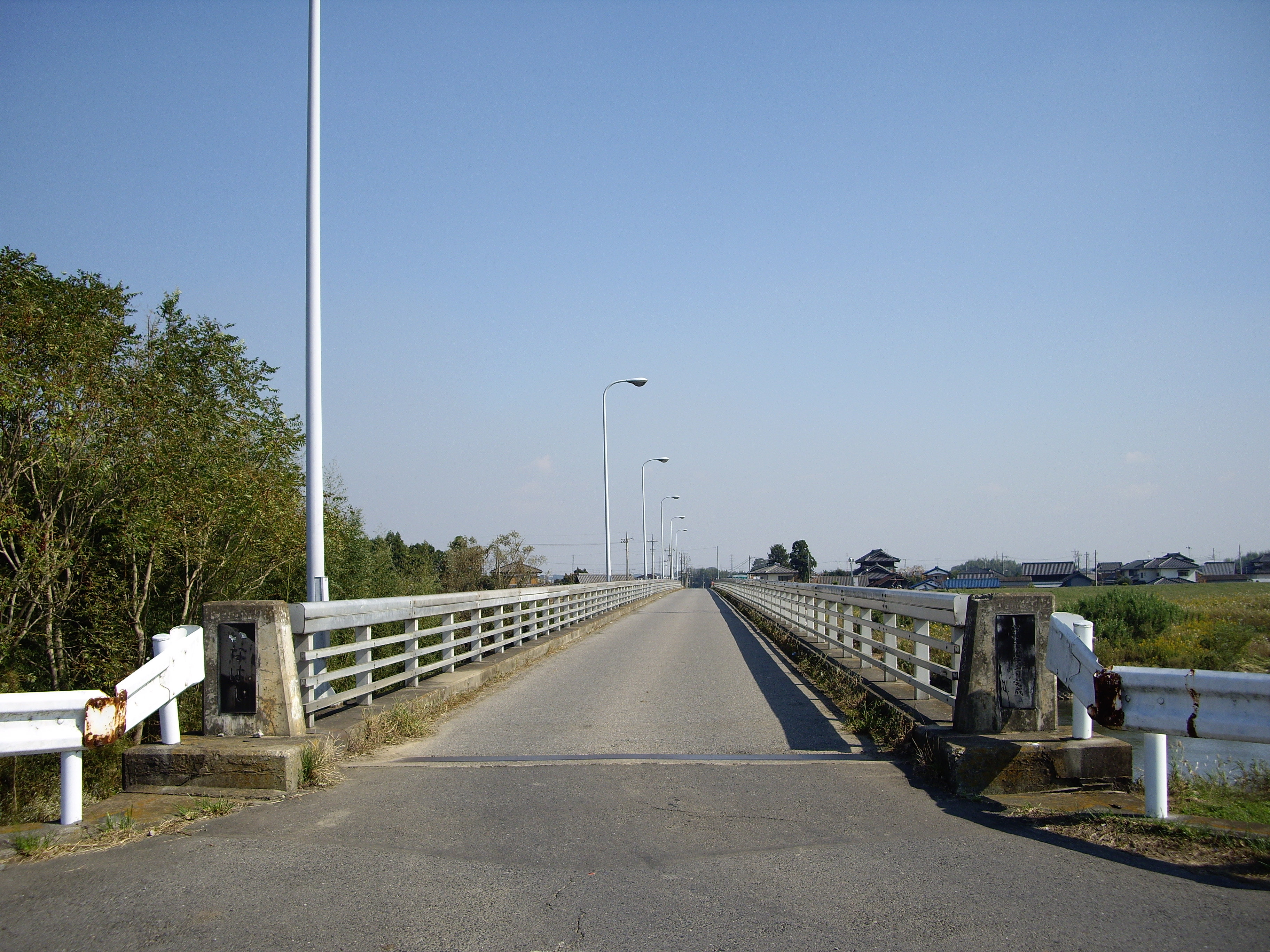
伊奈橋

寺畑（てらはた）は、茨城県つくばみらい市の地名。郵便番号は300-2441。
　

## 地理
つくばみらい市の西部に位置し、小貝川に沿う。この小貝川には「伊奈橋」が架けられており、1963年（昭和38年）に谷原大橋が掛けられるまでは、小貝川の西と東を結ぶ地域の重要な橋であった。伊奈橋の周辺を中心に、古くからの街並みが広がっている。また、鬼怒川に沿った場所に飛地がある。
東は小貝川を挟んで川崎・宮戸、西は細代、南は杉下・西ノ台、北は常総市川又町と接している。

## 歴史

### 沿革
- 1664年（寛文4年）以前 - 西部を細代村として分離[3]。
- 1869年（明治2年） - 葛飾県相馬郡寺畑村となる。
- 1871年（明治4年） - 廃藩置県により印旛県相馬郡寺畑村となる。
- 1873年（明治6年） - 県の統合により千葉県相馬郡寺畑村となる。
- 1875年（明治8年） - 境界変更により千葉県から茨城県に移管。茨城県相馬郡寺畑村となる。
- 1878年（明治11年） - 相馬郡が南相馬郡と北相馬郡に分離し、北相馬郡寺畑村となる。
- 1889年（明治22年） - 北相馬郡新宿村、筒戸村、杉下村、平沼村、細代村と合併し、北相馬郡小絹村大字寺畑となる。
- 1955年（昭和30年） - 3月1日 筑波郡谷原村・十和村・福岡村と合併し、筑波郡谷和原村大字寺畑となる。
- 2006年（平成18年） - 3月27日 筑波郡伊奈町と合併・市制施行し、つくばみらい市寺畑となる。

## 世帯数と人口
2017年（平成29年）8月1日現在の世帯数と人口は以下の通りである。
| 大字 | 世帯数 | 人口  |
| ---- | ------ | ----- |
| 寺畑 | 79世帯 | 221人 |

## 小・中学校の学区
市立小・中学校に通う場合、学区は以下の通りとなる。
| 番地 | 小学校                     | 中学校                     |
| ---- | -------------------------- | -------------------------- |
| 全域 | つくばみらい市立小絹小学校 | つくばみらい市立小絹中学校 |